# Parsonsia franchetii
Parsonsia franchetii är en oleanderväxtart som beskrevs av Henri Ernest Baillon och André Guillaumin. Parsonsia franchetii ingår i släktet Parsonsia och familjen oleanderväxter. Inga underarter finns listade i Catalogue of Life.